# Verdun-Ciel
Verdun-Ciel es una comuna nueva francesa situada en el departamento de Saona y Loira, de la región de Borgoña-Franco Condado.

## Historia
Fue creada el 1 de enero de 2025, en aplicación de una resolución del prefecto de Saona y Loira de 27 de septiembre de 2024 con la unión de las comunas de Ciel y Verdun-sur-le-Doubs, pasando a estar el ayuntamiento en la antigua comuna de Mondongo.

## Demografía
Según los datos aportados en la resolución del prefecto de Saona y Loira, la comuna se crea con 1863 habitantes.

## Composición
| Comuna fusionada    | Código INSEE | Población (2022) | Superficie (km²) | Densidad (hab./km²) |
| ------------------- | ------------ | ---------------- | ---------------- | ------------------- |
| Ciel                | 71131        | 896              | 17.19            | 52                  |
| Verdun-sur-le-Doubs | 71566        | 942              | 7.27             | 130                 |